# Гильом II (граф Бордо)
Гильом II Добрый (фр. Guillaume II le Bon, баск. Gilen II. a Ona; ум. 976) — граф Бордо, сын графа Раймона и Андреготты. 

## Биография
О правлении Гильома известно не очень много. Он упоминается как граф Бордо во второй половине X века, но неизвестно, правил ли он городом Бордо или был только титулярным графом, так как часть графства в это время находилась в руках норманнов, завоевавших часть Гаскони. Достоверно известно, что в руках Гильома находились земли к северу от Гаронны. Около 970 года Гильом начал войну против норманнов. Война шла с переменным успехом. Первоначально Гильому удалось одержать победу, но потом он попал в плен и был освобождён — возможно, под обещание не воевать против норманнов. Но он продолжил войну и в 976 году вторично попал в плен и был казнён.
Наследников Гильом не оставил. В результате к 988 году Бордо оказался в руках герцога Гаскони Гильома II Санше.